# Jacek Mierzejewski

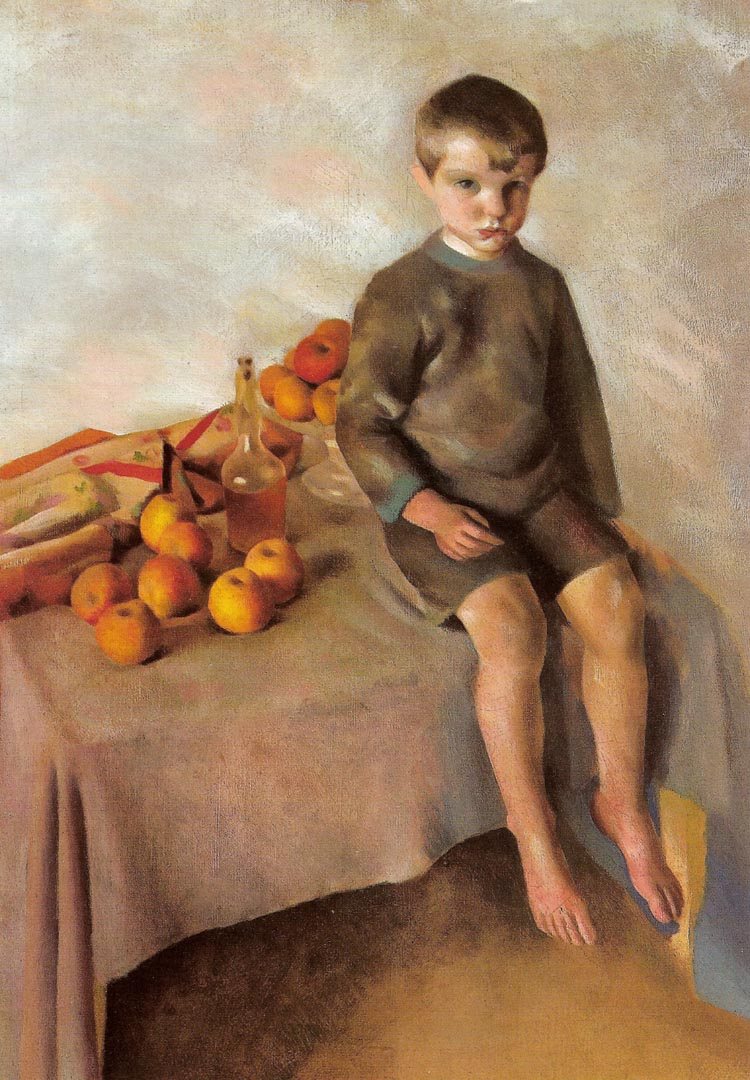
Jędruś i jabłka, olej na płótnie, rok 1920

Jacek Mierzejewski (ur. 19 sierpnia 1883 w Częstochowie, zm. 28 lutego 1925 w Otwocku) – polski malarz, członek grupy „Formiści”. Ojciec Andrzeja i Jerzego.

## Życiorys
Studia artystyczne rozpoczął w warszawskiej Klasie Rysunkowej, kontynuował w krakowskiej Akademii Sztuk Pięknych pod kierunkiem Floriana Cynka, Leona Wyczółkowskiego i Józefa Mehoffera.
W roku 1913 przebywał we Francji na stypendium. W 1917 został członkiem awangardowego ugrupowania Ekspresjoniści Polscy (Formiści). W 1919 osiedlił się w Piotrowicach koło Nałęczowa. Zmarł przedwcześnie na gruźlicę.
Wczesne dzieła wykazują wpływy Mehoffera i Wyspiańskiego. Oprócz malarstwa uprawiał grafikę (akwaforty i suchoryty oraz litografie). W późniejszych pracach pojawiają się wpływy malarstwa Cézanne’a oraz kubizmu i nadrealizmu.